# موريس فوستر
موريس فوستر (9 مايو 1943 - ) (بالإنجليزية: Maurice Foster)‏ هو لاعب كريكت جامايكي. شارك مع منتخب الهند الغربية للكريكت ومنتخب جامايكا الوطني للكريكت.

## وصلات خارجية
- موريس فوستر على موقع إي آس بي آن كريك إنفو (الإنجليزية)